# Maceda mansuetodes
Maceda mansuetodes är en fjärilsart som beskrevs av Embrik Strand 1917. Maceda mansuetodes ingår i släktet Maceda och familjen trågspinnare. Inga underarter finns listade i Catalogue of Life.